# Piotr z Castelnau
Piotr z Castelnau, Pierre de Castelnau, Pèire de Castèlnòu (zm. 15 stycznia 1208) – francuski duchowny urodzony w diecezji Montpellier, męczennik, błogosławiony Kościoła katolickiego.
W 1199, będąc archidiakonem w Maguelone, został mianowany przez papieża Innocentego III jednym z legatów mających uśmierzyć herezję katarów szerzącą się w Langwedocji.
W 1202, kiedy przebywał w klasztorze cystersów Fontfroide w Narbonie, papież powierzył mu ponownie obowiązki legata, tym razem w Tuluzie, a następnie w Vivès i Montpellier.
Pod koniec roku 1207 udał się do doliny Rodanu i Prowansji, gdzie wmieszał się w zatarg pomiędzy hrabią Baux a Rajmundem, hrabią Tuluzy, by w bliżej niewyjaśnionych okolicznościach zostać zamordowany 15 stycznia 1208 przez ludzi jednego z hrabiów. Jego kult został zaaprobowany przez papieża Piusa IX.
Wspomnienie liturgiczne obchodzone jest 15 stycznia.